# Mariana Marcelino
Mariana Grasielly Marcelino (* 16. Juli 1992) ist eine brasilianische Leichtathletin, die sich auf den Hammerwurf spezialisiert hat und in dieser Disziplin aktuell Inhaberin des Landesrekordes ist. Mit drei Titeln bei Südamerikameisterschaften zählt sie zu den erfolgreichsten Hammerwerferinnen des Landes.

## Sportliche Laufbahn
Erste internationale Erfahrungen sammelte Mariana Marcelino bei den Jugendsüdamerikameisterschaften 2008 in Lima, bei denen sie im Kugelstoßen und im Hammerwurf die Silbermedaille gewann. 2009 belegte sie bei den Jugendweltmeisterschaften in Brixen mit 13,65 m im Kugelstoßen den siebten Platz. 2011 belegte sie bei den Panamerikanischen-Juniorenmeisterschaften in Miramar den fünften Platz im Hammerwurf. Zudem wurde sie Neunte bei den Juniorensüdamerikameisterschaften in Medellín. 2012 gewann sie bei den U23-Südamerikameisterschaften in São Paulo die Silbermedaille mit 61,66 m hinter der Ecuadorianerin Zuleima Mina. 2014 wurde sie bei den Ibero-amerikanischen Meisterschaften ebendort mit einer Weite von 58,10 m Sechste und gewann anschließend mit 61,18 m erneut die Silbermedaille bei den U23-Südamerikameisterschaften in Montevideo hinter der Venezolanerin Génesis Olivera. 2016 nahm sie erneut an den Ibero-amerikanischen Meisterschaften in Rio de Janeiro teil und gewann dort mit 60,91 m die Bronzemedaille hinter der Argentinierin Jennifer Dahlgren und ihrer Landsfrau Anna Paula Pereira. 2017 wurde sie bei den Südamerikameisterschaften in Luque mit einem Wurf auf 66,83 m erstmals Südamerikameisterin. Im August belegte die Studentin der Santa Anna University Centre mit 65,39 m den siebten Platz bei der Sommer-Universiade in Taipeh. Im Jahr darauf nahm sie an den Südamerikaspielen in Cochabamba teil und belegte dort mit 66,01 m den vierten Platz und anschließend belegte sie bei den Ibero-Amerikanischen Meisterschaften in Trujillo mit 65,78 m den sechsten Platz.
2019 verteidigte Marcelino mit 66,78 m ihren Titel bei den Südamerikameisterschaften in Lima und erreichte anschließend bei den Panamerikanischen Spielen ebendort mit 66,15 m Rang vier. 2021 siegte sie dann mit einer Weite von 66,16 m zum dritten Mal in Folge bei den Südamerikameisterschaften in Guayaquil. Im Jahr darauf siegte sie mit 66,68 m beim Grande Prêmio Brasil Caixa und sicherte sich anschließend bei den Ibero-Amerikanischen Meisterschaften in La Nucia mit 64,51 m die Silbermedaille hinter der Spanierin Laura Redondo, ehe sie bei den Weltmeisterschaften in Eugene mit 64,72 m den Finaleinzug verpasste. Im Oktober gelangte sie dann bei den Südamerikaspielen in Asunción mit 59,79 m auf Rang vier. 2023 belegte sie bei den Südamerikameisterschaften in São Paulo mit 59,76 m den achten Platz und gelangte dann bei den Panamerikanischen Spielen in Santiago de Chile mit 58,32 m auf Rang neun. Im Jahr darauf belegte sie bei den Ibero-Amerikanischen Meisterschaften in Cuiabá mit 61,62 m den sechsten Platz und 2025 belegte sie bei den Südamerikameisterschaften in Mar del Plata mit 61,85 m den vierten Platz.
In den Jahren 2014 und von 2016 bis 2023 wurde Marcelina brasilianische Meisterin im Hammerwurf.